# Comitatul Järva
Järva (în germană Jerwen) este unul din cele 15 comitate din Estonia. Reședința sa este orașul Paide. Comitatul a fost locuit de germanii baltici.

## Galerie de imagini

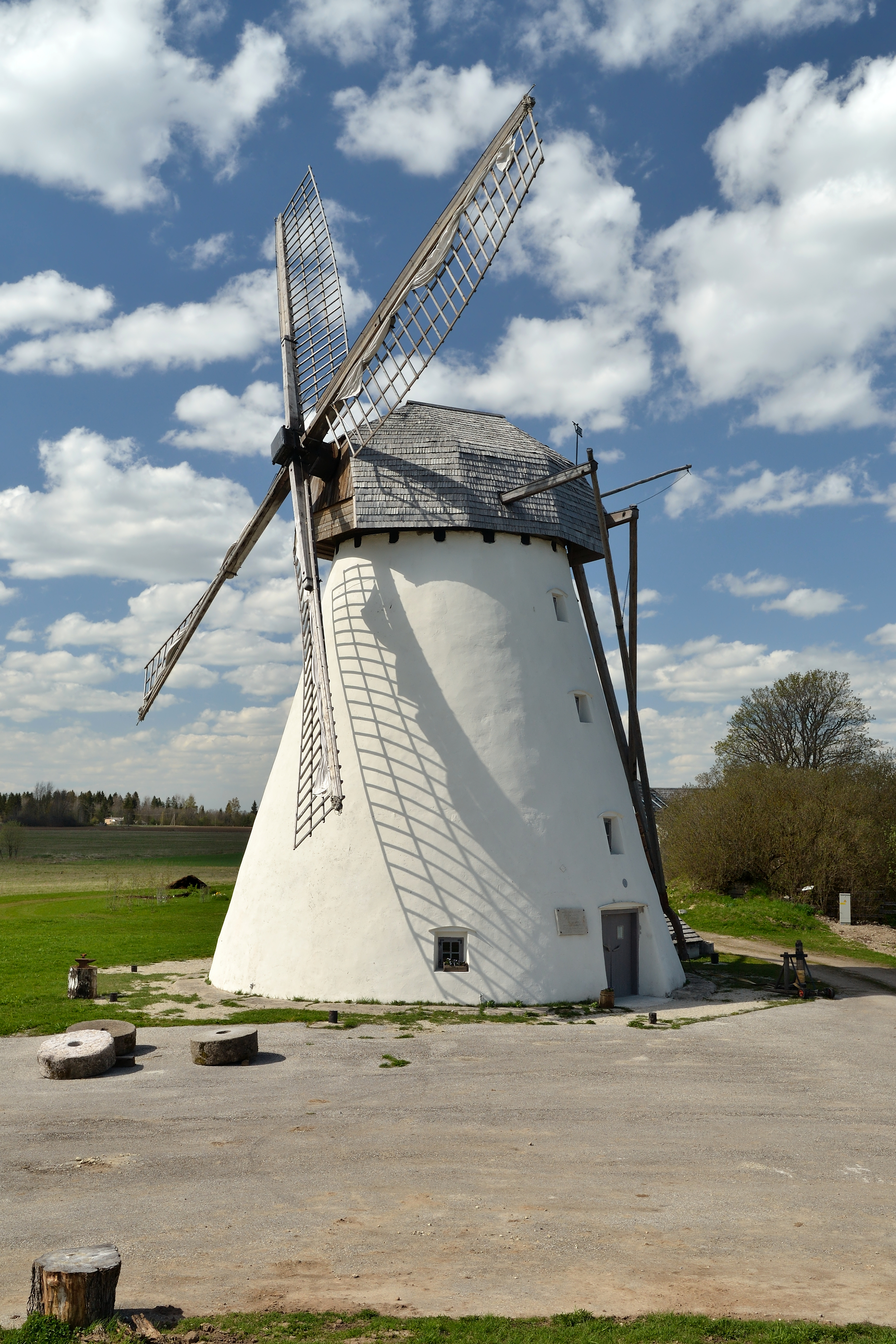
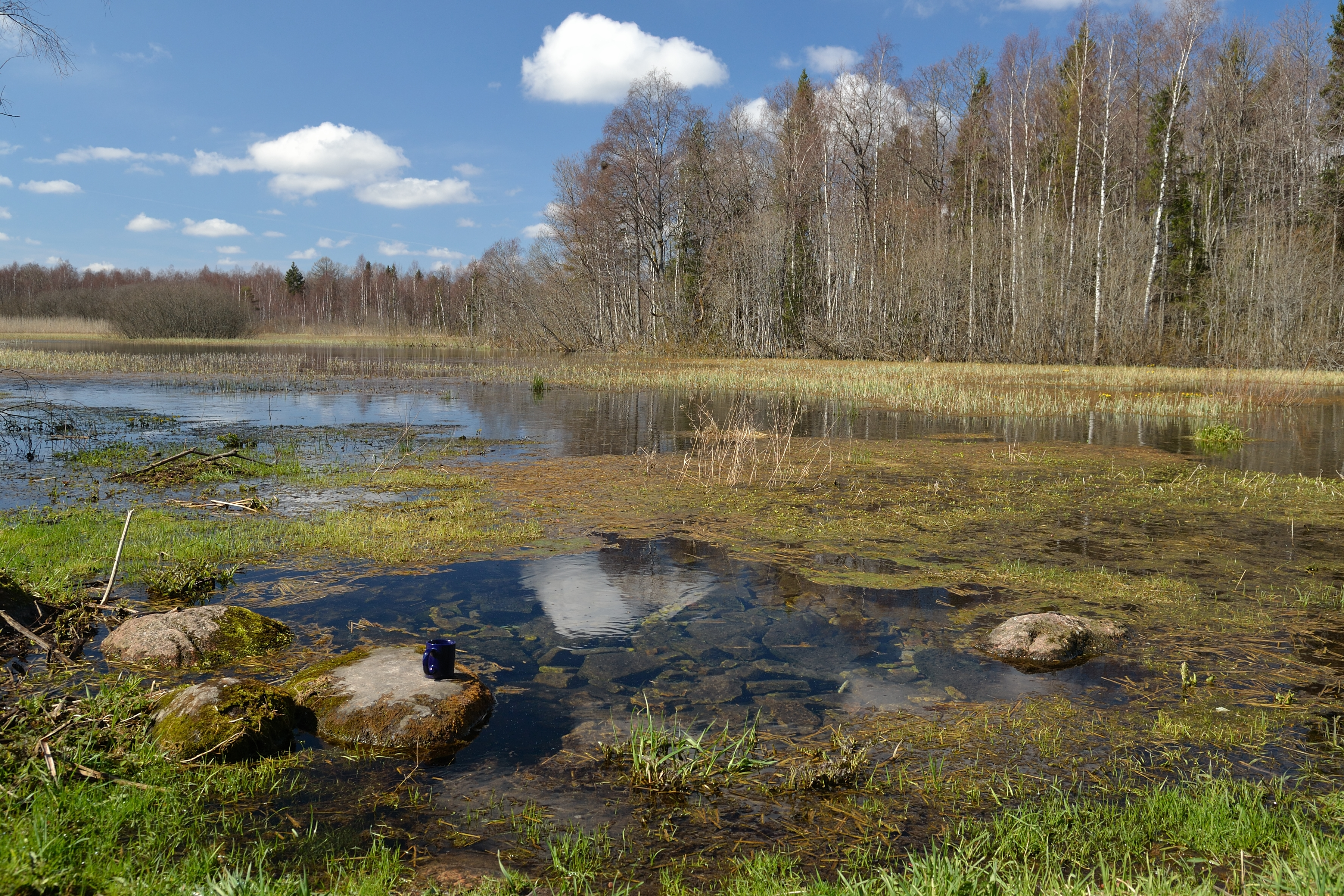
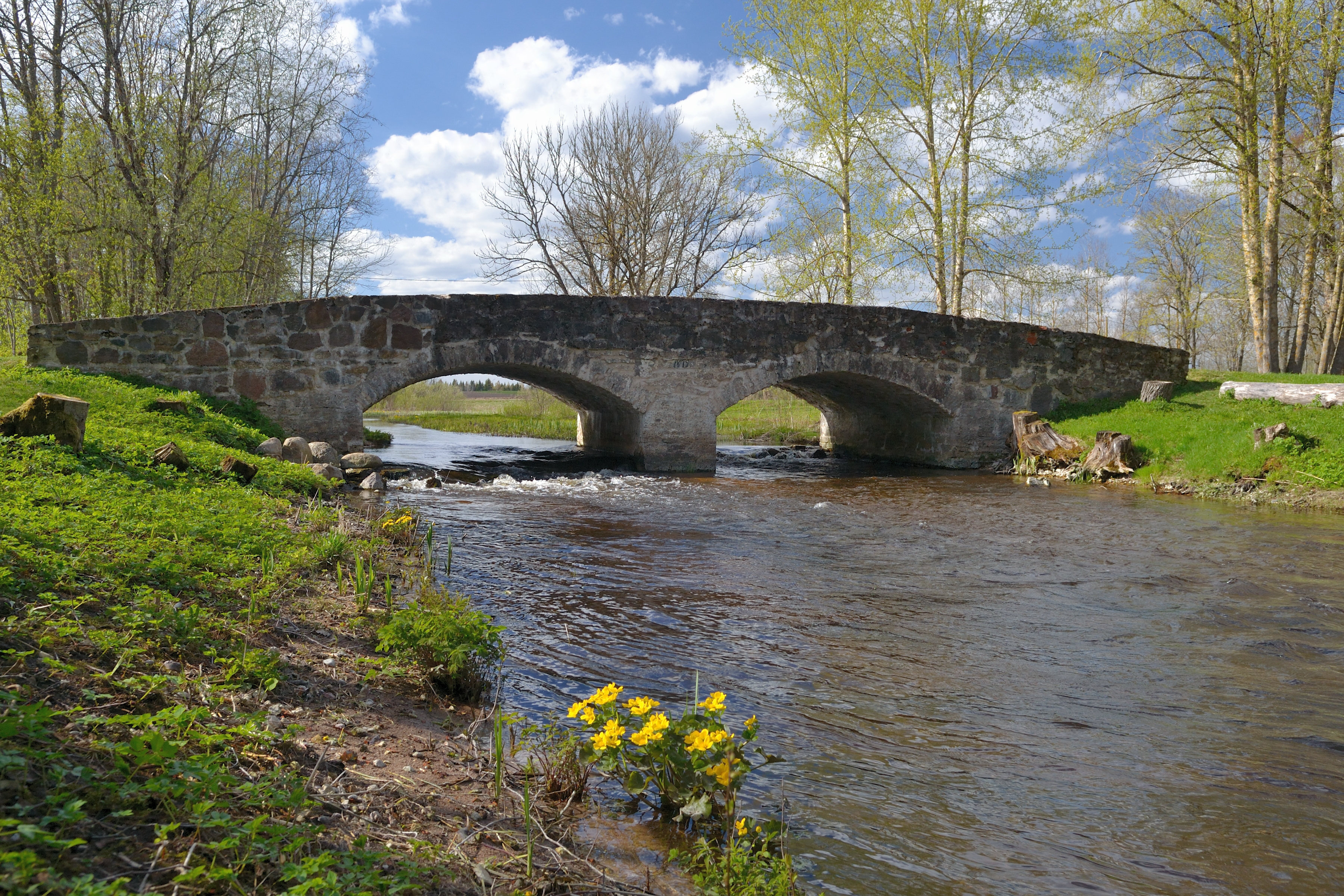
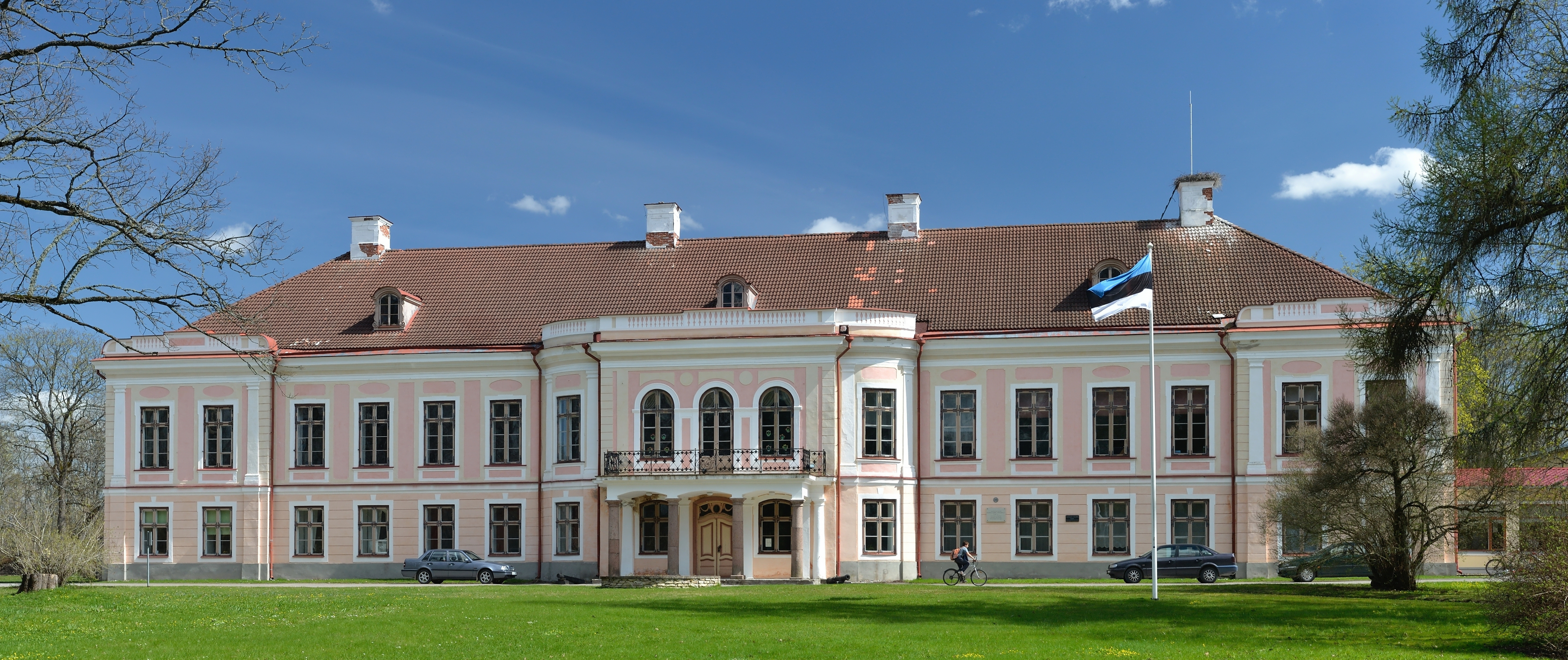

## Orașe
- Paide
- Türi

## Comune
- Albu
- Ambla
- Imavere
- Järva-Jaani
- Kareda
- Koeru
- Koigi
- Paide
- Roosna-Alliku
- Türi
- Väätsa